# Équipe d'Arabie saoudite de football à la Coupe d'Asie 2007
Cet article présente la campagne de l'équipe d'Arabie saoudite de football lors de la phase finale de la Coupe d'Asie des nations de football 2007, organisée en Asie du Sud-Est. Le sélectionneur, le Brésilien Hélio dos Anjos, en poste depuis mars 2007, a pour mission de redorer le blason de la sélection après l'échec de la Coupe du monde 2006, où les Faucons ont été rapidement éliminés sans remporter de match.
C'est l'attaquant Yasser al-Qahtani qui termine meilleur buteur de l'équipe et même co-meilleur buteur du tournoi (à égalité avec l'Irakien Younis Mahmoud et le Japonais Naohiro Takahara) avec quatre buts inscrits. Il marque deux buts lors du premier tour, face à la Corée du Sud et l'Indonésie avant d'en inscrire deux nouveaux en phase finale, ouvrant le score en quart de finale face à l'Ouzbékistan puis à nouveau en demi-finale contre les Blue Samouraï japonais.
Après le traumatisme de l'édition précédente, conclue sur une élimination dès le premier tour, l'Arabie saoudite renoue avec les performances sportives en atteignant pour la sixième fois de son histoire la finale de la Coupe d'Asie des nations. Elle termine en tête de son groupe du premier tour avant de battre successivement l'Ouzbékistan puis le double tenant du titre japonais. En finale, elle chute face à l'équipe surprise de la compétition, l'Irak, emmenée par son buteur Younis Mahmoud, auteur du seul but de la rencontre.

## Qualifications
L'Arabie saoudite entre en lice lors du deuxième tour des éliminatoires. Elle se retrouve dans le groupe A, avec trois autres sélections : le Japon, l'Inde et le Yémen. Les Saoudiens se qualifient pour la phase finale en compagnie des Japonais.
| Rang | Équipe          | Pts | J | G | N | P | Bp | Bc | Diff |  | Résultats (▼ dom., ► ext.) |     |     |     |     |
| ---- | --------------- | --- | - | - | - | - | -- | -- | ---- |  | -------------------------- | --- | --- | --- | --- |
| 1    | Japon           | 15  | 6 | 5 | 0 | 1 | 15 | 2  | +13  |  | Japon                      |     | 3-1 | 2-0 | 6-0 |
| 2    | Arabie saoudite | 15  | 6 | 5 | 0 | 1 | 21 | 4  | +17  |  | Arabie saoudite            | 1-0 |     | 5-0 | 7-1 |
| 3    | Yémen           | 6   | 6 | 2 | 0 | 4 | 5  | 13 | -8   |  | Yémen                      | 0-1 | 0-4 |     | 2-1 |
| 4    | Inde            | 0   | 6 | 0 | 0 | 6 | 2  | 24 | -22  |  | Inde                       | 0-3 | 0-3 | 0-3 |     |

## Préparation
Hélio dos Anjos dispose de quatre rencontres amicales pour préparer son groupe à la Coupe d'Asie, lors d'une tournée à Singapour.
| 24 juin 2007 | Arabie saoudite | 2 - 0 | Émirats arabes unis | Stade international du Roi-Fahd, Riyad |  |
|              |                 |       |                     |                                        |  |

| 27 juin 2007 | Singapour | 1 - 2 | Arabie saoudite | Singapour |  |
|              |           |       |                 |           |  |

| 1er juillet 2007 | Arabie saoudite | 1 - 1 | Oman | Singapour |  |
|                  |                 |       |      |           |  |

| juillet 2007 | Arabie saoudite | 1 - 1 | Corée du Nord | Singapour |  |
|              |                 |       |               |           |  |

## Coupe d'Asie des nations 2007

### Effectif
Voici la liste des 23 joueurs sélectionnés par Hélio dos Anjos pour la phase finale de la Coupe d'Asie des nations 2007 en Asie du Sud-Est :

### Premier tour
Le tirage au sort du premier tour place l'Arabie saoudite dans le groupe C en compagnie de la Corée du Sud, de Bahreïn et de l'Indonésie.
|   | Équipe          | Pts | J | G | N | P | BP | BC | Diff |
| - | --------------- | --- | - | - | - | - | -- | -- | ---- |
| 1 | Arabie saoudite | 7   | 3 | 2 | 1 | 0 | 7  | 2  | +5   |
| 2 | Corée du Sud    | 4   | 3 | 1 | 1 | 1 | 3  | 3  | 0    |
| 3 | Indonésie       | 3   | 3 | 1 | 0 | 2 | 3  | 4  | -1   |
| 4 | Bahreïn         | 3   | 3 | 1 | 0 | 2 | 3  | 7  | -4   |

| 10 juillet 2007 | Indonésie       | 2 | 1 | Bahreïn      |
| 11 juillet 2007 | Arabie saoudite | 1 | 1 | Corée du Sud |
| 14 juillet 2007 | Arabie saoudite | 2 | 1 | Indonésie    |
| 15 juillet 2007 | Corée du Sud    | 1 | 2 | Bahreïn      |
| 18 juillet 2007 | Corée du Sud    | 1 | 0 | Indonésie    |
| 18 juillet 2007 | Arabie saoudite | 4 | 0 | Bahreïn      |

| 11 juillet 2007 | Corée du Sud      | 1 - 1 | Arabie saoudite         | Stade Gelora Bung Karno, Jakarta |                         |
| 19:35           | Choi Sung-kuk 66e |       | Y. al-Qahtani 77e (pen) | Arbitrage : Mark Shield          | Arbitrage : Mark Shield |

| 14 juillet 2007 | Arabie saoudite                   | 2 - 1 | Indonésie | Stade Gelora Bung Karno, Jakarta |                                  |
| 19:35           | Y. al-Qahtani 12e · al-Harthi 90e |       | Aiboy 17e | Arbitrage : Ali Hamad Al-Badwawi | Arbitrage : Ali Hamad Al-Badwawi |

| 18 juillet 2007 | Arabie saoudite                                      | 4 - 0 | Bahreïn | Stade Gelora Sriwijaya, Palembang |                              |
|                 | al-Mousa 18e · A.al-Qahtani 45e · al-Jassim 68e, 80e |       |         | Arbitrage : Yūichi Nishimura      | Arbitrage : Yūichi Nishimura |

### Quart de finale
| 22 juillet 2007 | Arabie saoudite                 | 2 - 1 | Ouzbékistan | Stade Gelora Bung Karno, Jakarta |                            |
| 20:20           | Y. al-Qahtani 3e · al-Mousa 75e |       | Solomin 81e | Arbitrage : Kwon Jung-Chul       | Arbitrage : Kwon Jung-Chul |

### Demi-finale
| 25 juillet 2007 | Japon                  | 2 - 3 | Arabie saoudite                    | Stade national My Dinh, Hanoi                   |                                                 |
| 20:20           | Nakazawa 37e · Abe 53e |       | Y. al-Qahtani 35e · Maath 47e, 57e | Spectateurs : 10 000 Arbitrage : Matthew Breeze | Spectateurs : 10 000 Arbitrage : Matthew Breeze |

### Finale
| 29 juillet 2007 | Irak           | 1 - 0 | Arabie saoudite | Stade Gelora Bung Karno, Jakarta             |                                              |
| 19:35           | Y. Mahmoud 72e |       |                 | Spectateurs : 60 000 Arbitrage : Mark Shield | Spectateurs : 60 000 Arbitrage : Mark Shield |
| 19:35           | (Rapport)      |       |                 | Spectateurs : 60 000 Arbitrage : Mark Shield | Spectateurs : 60 000 Arbitrage : Mark Shield |